# Nordic Racing
Nordic Racing – były brytyjski zespół wyścigowy, założony w 1993 roku przez Dereka Mowera wraz z synem Chrisem. Ekipa startowała w latach 1993-2002 w Mistrzostwach Międzynarodowej Formuły 3000. Od 2000 roku sponsorem tytularnym ekipy był koncern Coca-Cola.
W 1993 roku zespół wystawił tylko jednego kierowcę – Alessandro Zampedriego, który był trzynasty w klasyfikacji kierowców. Rok później wynik Włocha wyrównał Jordi Gené. Znaczna poprawa przyszła w sezonie 1995, kiedy to kierowca zespołu – Belg Marc Goossens walczył o mistrzowski tytuł. Ostatecznie uplasował się on na trzeciej pozycji w klasyfikacji generalnej, a zespół również po raz pierwszy stanął na podium klasyfikacji zespołów. Kolejne sukcesy miały przyjść dopiero w 2000 roku za sprawą Justina Wilsona, który uplasował się wówczas na piątej pozycji w klasyfikacji kierowców. Rok później Brytyjczyk wygrywając trzy wyścigi zdobył mistrzowski tytuł. Wraz z (trzecim w klasyfikacji) Czechem Tomášem Enge dał swojej ekipie pierwszy triumf w klasyfikacji zespołów. W ostatnim sezonie startów brytyjskiej ekipy zespół zdobył jedynie jeden punkt dzięki startom Zsolta Baumgartnera.